# Justinas Jarutis
Justinas Jarutis (Kupiškis, 21 settembre 1988) è un cantante e musicista lituano.

## Biografia
Nato a Kupiškis, all'età di 17 anni si è trasferito a Vilnius. Ha intrapreso la carriera musicale come artista solista nel 2016, pubblicando due anni dopo l'album in studio di debutto eponimo, che ha trascorso 78 settimane all'interno della top forty della classifica lituana redatta dalla AGATA e gli ha conferito il premio di artista dell'anno ai Muzikos asociacijos metų apdovanojimai, i principali premi nazionali. Ha ottenuto una candidatura alla medesima cerimonia di premiazione per altri due anni consecutivi.
Nel 2021 ha conquistato la sua prima numero uno nella Albumų Top 100 e la sua prima top ten nella Singlų Top 100, grazie rispettivamente a Tavęs manęs savęs (certificato diamante) e Tu palauk, una collaborazione con Jessica Shy. Rugpjūtis, in collaborazione con quest'ultima, è divenuta la sua prima numero uno nella graduatoria dei singoli per cinque settimane consecutive, nonché il primo brano dell'artista a ricevere la certificazione di diamante (60 000 unità).
Ai M.A.M.A. 2021 è figurato l'artista con il maggior numero di nomination ricevute e quello più premiato, con cinque candidature e tre statuette. Il terzo LP Debesimis braidyti è diventato platino per le oltre 4 000 unità equivalenti.
Il 28 febbraio 2025 è uscito il suo quarto disco di inediti, intitolato Po manęs tik gyvenimas; il progetto ha esordito al 5º posto della graduatoria nazionale.

## Discografia

### Album in studio
- 2018 – Justinas Jarutis
- 2021 – Tavęs manęs savęs
- 2022 – Debesimis braidyti
- 2025 – Po manęs tik gyvenimas

### Singoli
- 2016 – You-U-U (con Radistai DJ's)
- 2017 – Stay with Me (feat. Monique)
- 2017 – Angel
- 2018 – Before You (con Leon Somov)
- 2018 – Talk to Me (con Leon Somov e Kaia)
- 2019 – It's My Fault
- 2019 – Wildest Dreams (con Jovani)
- 2019 – Pasakysiu tau (con Niko Barisas)
- 2019 – Anymore
- 2020 – She's My Light
- 2020 – Baby Blue (con Monique)
- 2020 – Tavęs
- 2020 – Crazy (con Jovani)
- 2020 – Alright (con Jessica Shy)
- 2020 – Savęs
- 2021 – Rami
- 2021 – Tu palauk (con Jessica Shy)
- 2021 – Rugpjūtis (con Jessica Shy)
- 2021 – I'm a Fool
- 2021 – Visiems reikia meilės
- 2022 – Grįšiu (con gli Jautì)
- 2022 – Tavo tavo
- 2022 – Ten, kur noriu
- 2022 – Kvėpuoti nustosiu
- 2023 – Number One
- 2023 – Tamsoje
- 2023 – Vieną meilę
- 2023 – Atvirkščias pasaulis (con Džiugas Širvys e Monique)
- 2023 – Kalėdos ištinka
- 2024 – Į dangų
- 2024 – Noriu mylėt (con Kamilė Gudmonaitė)
- 2024 – Žaliai balti dievai
- 2024 – Po manęs tik gyvenimas
- 2024 – Blizga
- 2025 – Žaliai balti dievai
- 2025 – Skambinau bažnyčiai (con Rokas Yan)